# Правительство Нью-Брансуика
Правительство Нью-Брансуика (англ. Government of New Brunswick, фр. Gouvernement du Nouveau-Brunswick) — провинциальное правительство Нью-Брансуика. Его полномочия и структура изложены в Законе о Конституции 1867 года.
В настоящее время провинция Нью-Брансуик управляется однопалатным законодательным собранием — Законодательным собранием Нью-Брансуика, которое действует в рамках Вестминстерской системы правления за вычетом двухпалатности. Политическая партия, которая сама по себе или в сочетании с другой поддерживающей их партией получает наибольшее количество мест в законодательном органе, обычно формирует правительство, при этом лидер партии становится премьер-министром провинции, то есть главой правительства.